# 南海ウイングバス
南海ウイングバス株式会社（なんかいウイングバス）は、大阪府泉佐野市に本社を置く南海グループのバス事業者である。旧社名は南海ウイングバス南部株式会社（なんかいウイングバスなんぶ）。南海バスの子会社で、大阪府南西部を営業エリアとする。本社所在地は営業所も兼ねる。
2022年4月1日付で南海ウイングバス金岡の権利義務全部を承継し吸収合併するとともに、同日付で南海ウイングバス株式会社へ商号変更した。なお、旧南海ウイングバス金岡は南海ウイングバス株式会社金岡支社となり、東山営業所が併設されている。

## 概要
大阪府南西部の泉南地域 と和泉市の一部地域の路線を運行するほか、南海バス東山営業所と泉北営業所の一部の運行を受託している。
南海ウイングバス南部株式会社は1999年4月14日、南海電鉄の100%出資子会社として設立。泉南地域の路線を、当時バス路線を直営運行していた南海電鉄本体の旧泉南営業所から1999年10月1日から段階的に移管され、同社の営業エリアとしていた。しかし不採算路線もかなり多く、岬町内の路線を中日臨海バスに移管するなど、南海バス本体と比べると経営環境は厳しく、そのため南海バス本体との収益面での格差が年々拡大しつつあった。
その後、2001年10月に貸切免許を取得した。そのほか、南海バスから旧岸和田営業所の移管を受け、営業エリアを拡大した。現在は周辺自治体によるコミュニティバス路線や、和歌山 - 東京間の高速バス路線（サザンクロス）も担当する。
路線バスのほぼ全路線でなんかいバスカード、スルッとKANSAIカードが利用されていたが、スルッとKANSAI協議会による利用終了の決定を受け、2018年1月31日の最終バスをもって終了となった。他の南海バスのグループ会社と同様にPiTaPa、なっちが利用可能である。
2014年4月より、一般路線バスにおいて「バス停ナンバリング制度」が導入された。南海バス本体では未導入であり、南海バス春木川線と路線が重なっている東ヶ丘線の箕形 - 和泉中央駅間では路線図・車内放送のみの案内で、バス停留所には番号が記載されていない。また2022年に新設された山直線では導入されていない。

## 営業所
- 本社営業所（泉南営業所）
  - 所在地：泉佐野市日根野5619番地2
- 東山営業所（金岡支社）
  - 所在地：堺市中区東山803番地

吸収合併した南海ウイングバス金岡の営業所を継承。同所在地に南海ウイングバス金岡支社を配置する。
南海ウイングバス金岡時代に直営で1路線(中もず・平尾線)を担当していたが、2022年4月1日より南海バス東山営業所に移管されたため一般路線は担当していない。

## 廃止された営業所
- （旧）岸和田営業所
  - 所在地 :岸和田市別所町1丁目1番1号

岸和田営業所と白原営業所（車庫・案内のみ）を統合して白原営業所から（新）岸和田営業所へ名称を変更し、（旧）岸和田営業所の業務を移管された。（整備は泉南営業所へ移管）なお現在でも待機場として使用されているほか、跡地の一部に葬儀会館「ティア岸和田」が2012年にオープンした。

- （新）岸和田営業所
  - 所在地：岸和田市内畑3384番地の1（最寄停留所：白原車庫）

2015年12月5日に本社営業所へ業務が移管された。なお跡地は引き続き待機場および、2020年10月1日より熊野御坊南海バス大阪営業所として使用している。

## 高速バス路線
- サザンクロス和歌山号
  - 和歌山市駅・和歌山駅東口・和泉中央駅・湊町バスターミナル・なんば高速バスターミナル・高速京田辺 - 池尻大橋(新木場行きのみ停車)・新宿駅（バスタ新宿）・東京駅・新木場駅

## コミュニティバス（受託）
- ひまわりバス
- いずみさのコミュニティバス
- いずみさの・たじりコミュニティバス
- 泉南市コミュニティバス「さわやかバス」
- 阪南市コミュニティバス「さつき号」
- ローズバス

## 車両
2022年4月1日現在、車両数83台を有する。日野自動車製と三菱ふそう製の車両が在籍する。バス車両は長らく南海バスから移管された車両がほとんどであったが、2004年に新車を2台購入した。
路線車の車種は、大型車から小型車の日野・リエッセまでバラエティに富んでいる。路線車両は中型車での運用が多く、最も多く配属している。行先表示器のLED化も進んでおり、大型路線車については2013年3月にLED化が完了するとともに、大・中型路線車の低床化も完了した。なお、受託コミュニティバス用車両として専用塗装車も配備されている。過去には初代鳳シャトル用の車両や金剛コミュニティ用の車両も在籍していた。
高速車は、本社営業所にサザンクロス塗装のいすゞ・ガーラHDと三菱ふそう・エアロバスが、貸切バス用車両は、南海バス（堺営業所）から移籍した昼行高速バス塗装の三菱ふそう・エアロバス、自社発注の日野・レインボー（トップドア車）と日野・リエッセIIが在籍する。また、路線車にも貸切登録をした車両が在籍しており、該当車両には「貸切バス事業者安全性評価認定制度」認定ステッカーが貼付されている。
2016年4月のICカードシステム導入までは、運賃箱が南海バス標準の自動計数式（FAN型）ではなく、小田原機器製の一般的なベルト式で、整理券のバーコード印刷もなかったが、ICカードシステム導入にあわせて南海バスと同一仕様の運賃箱が導入され、整理券のバーコード印刷を開始した。ただ乗車口のカードリーダーはICカードシステム導入前と同じである。

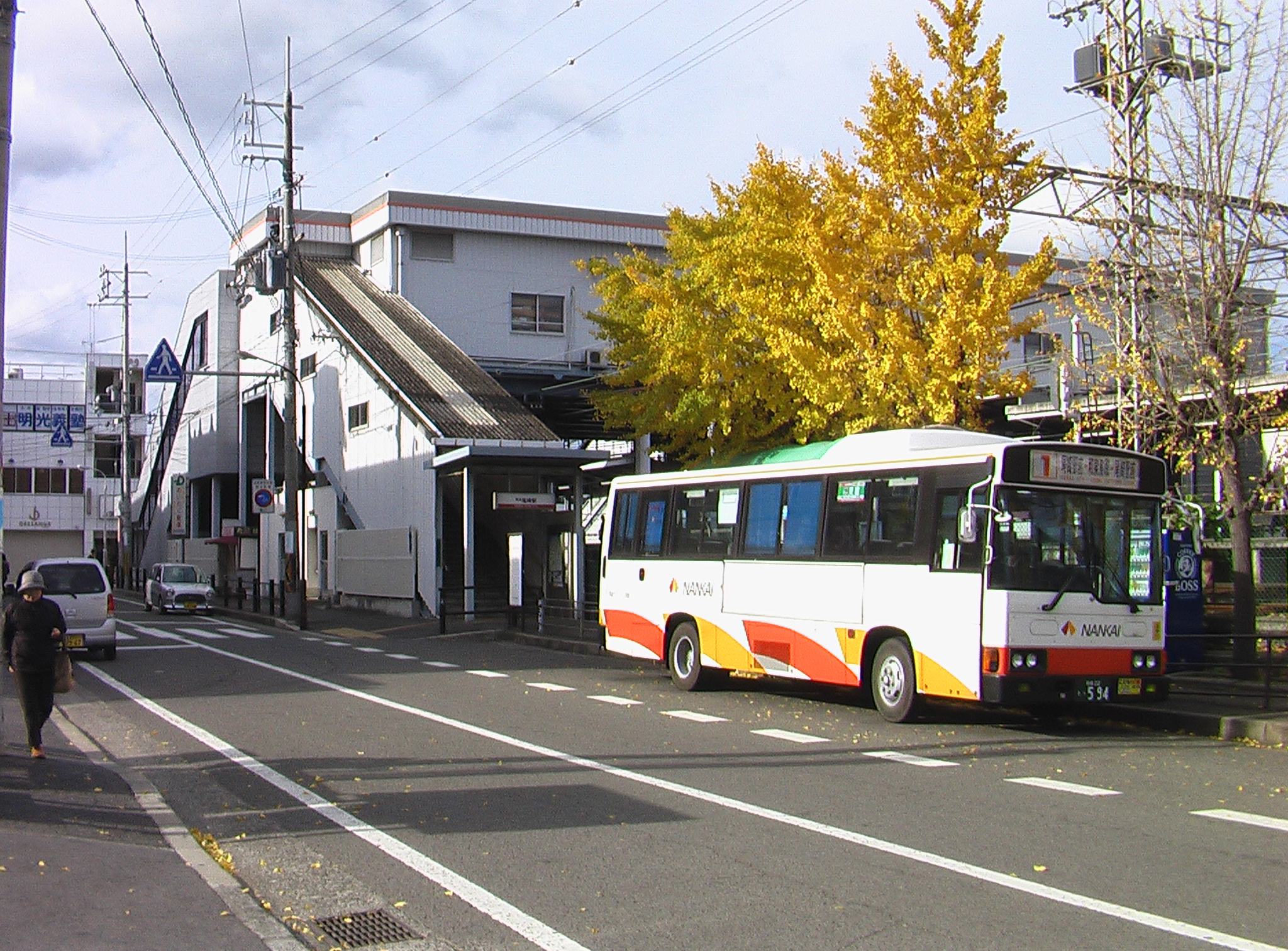
尾崎駅前にて
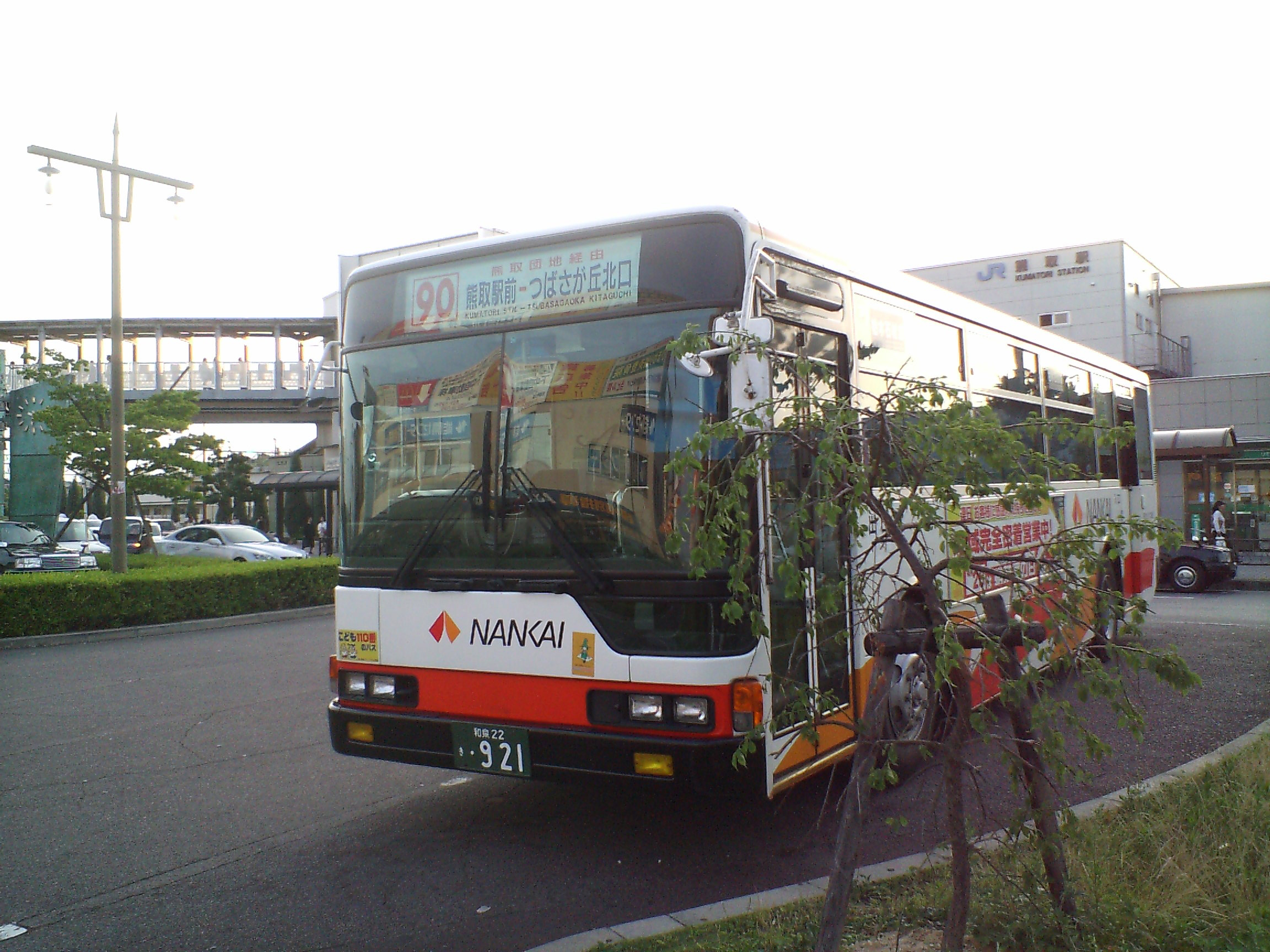
熊取駅前にて
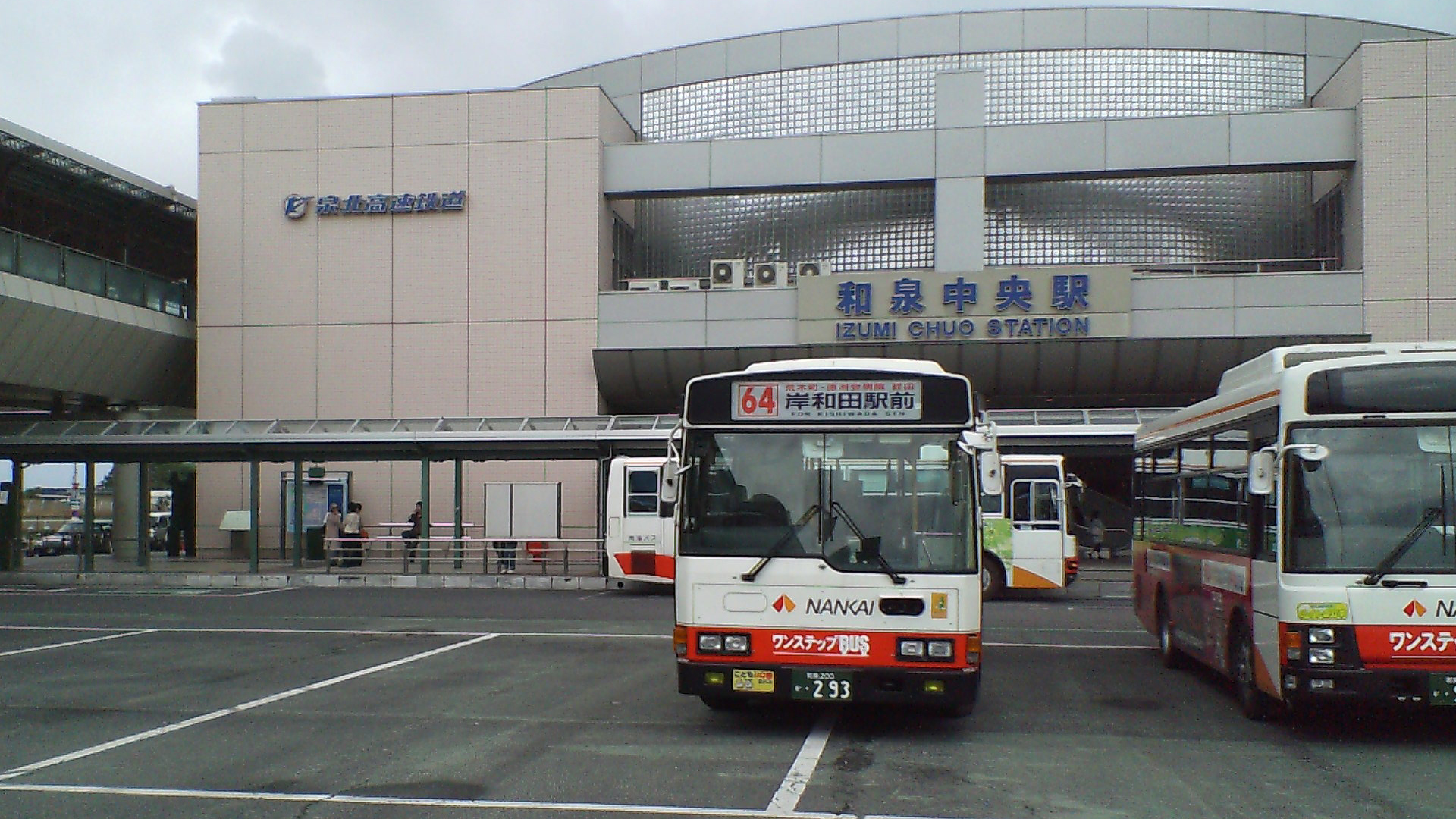
和泉中央駅にて
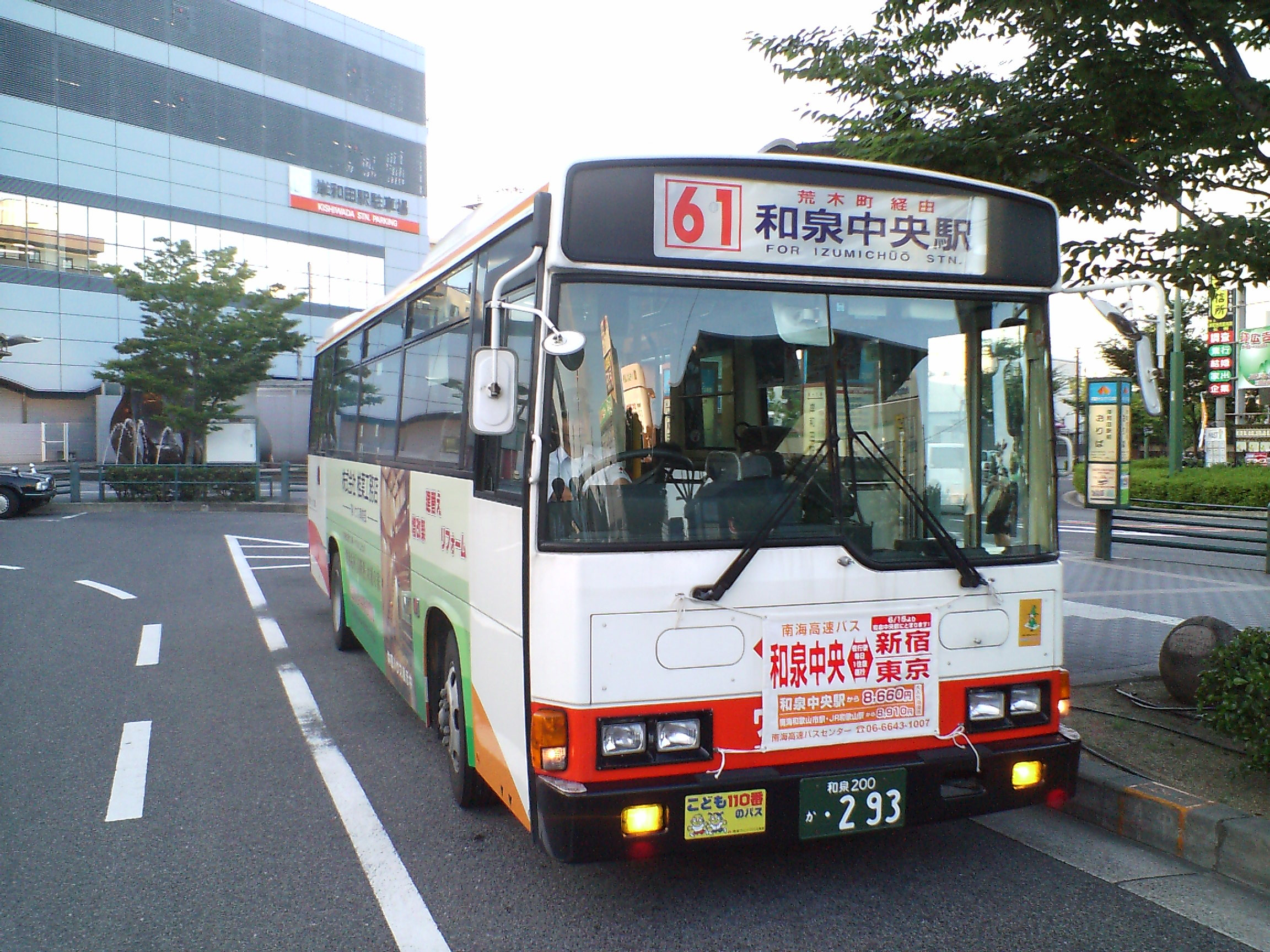
岸和田駅前にて
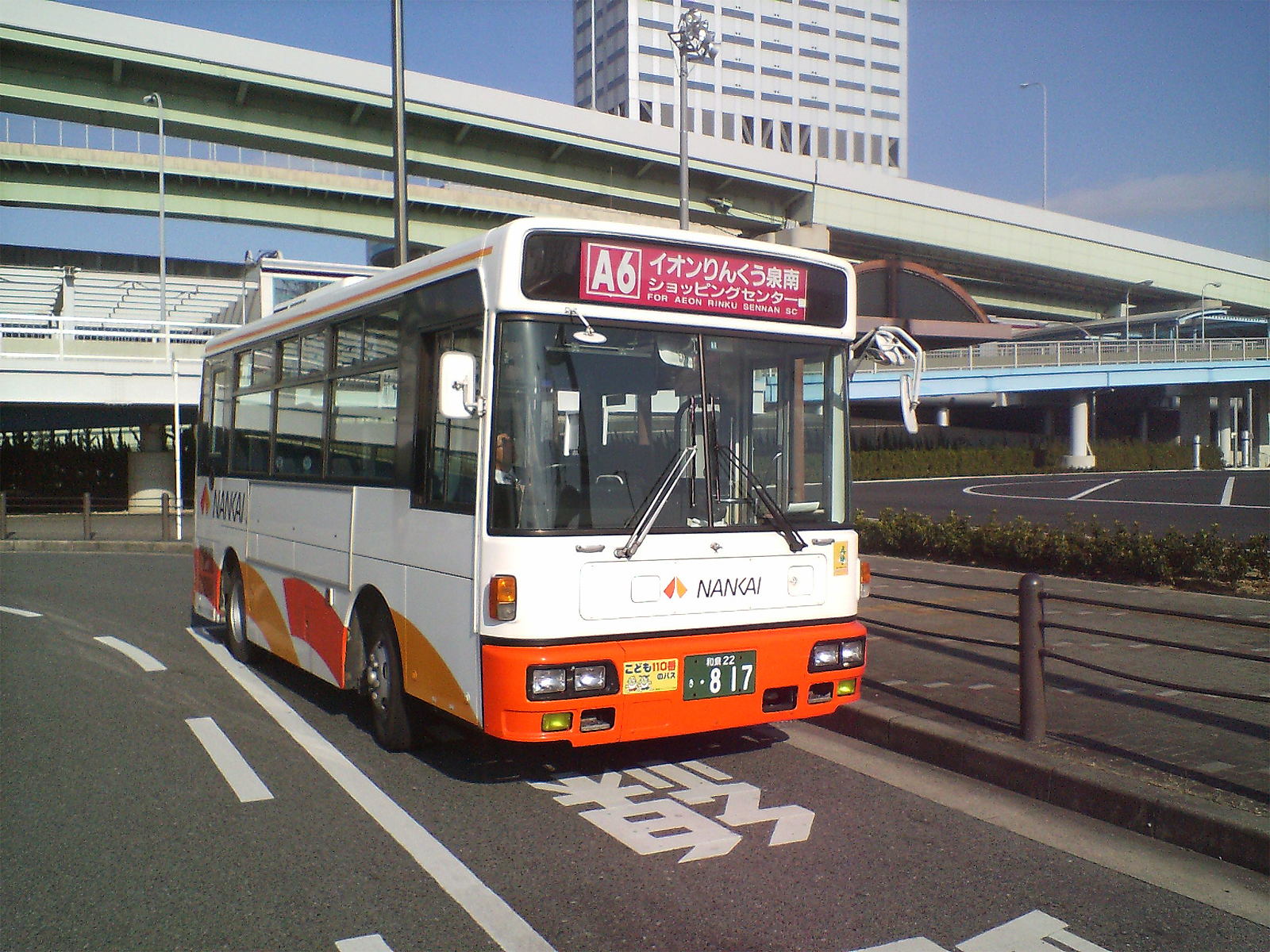
りんくうタウン駅前にて
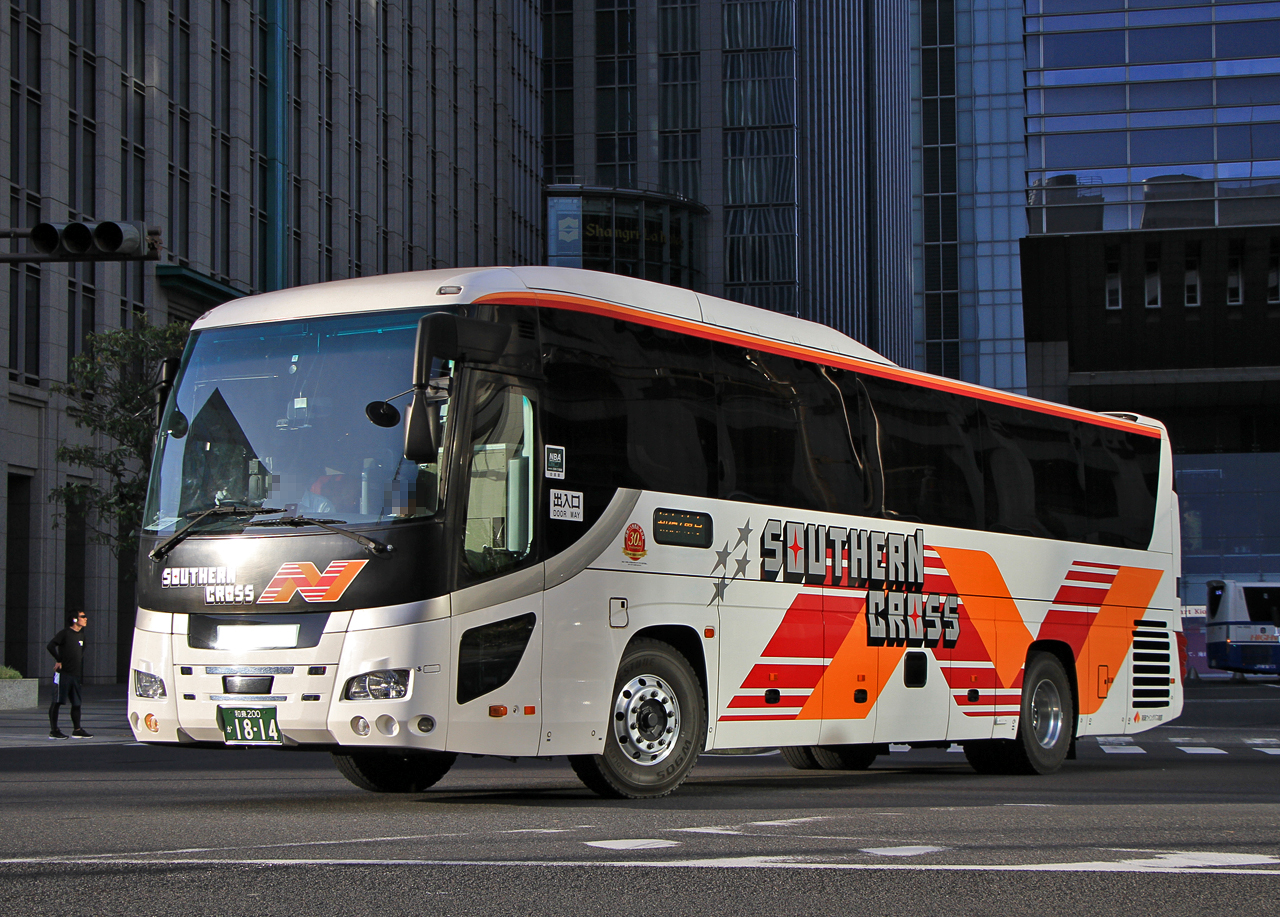
夜行高速バス「サザンクロス和歌山号」 東京駅日本橋口にて
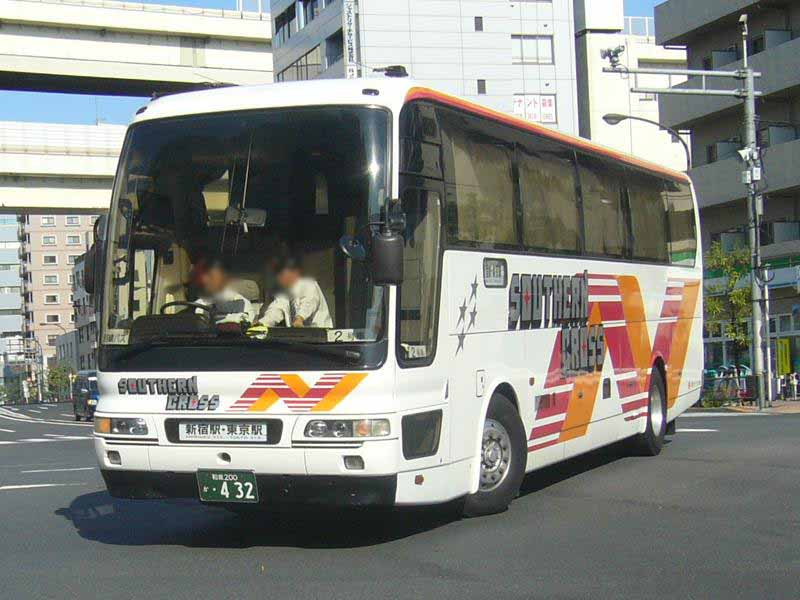
高速用車両 木場五丁目交差点（東京）にて
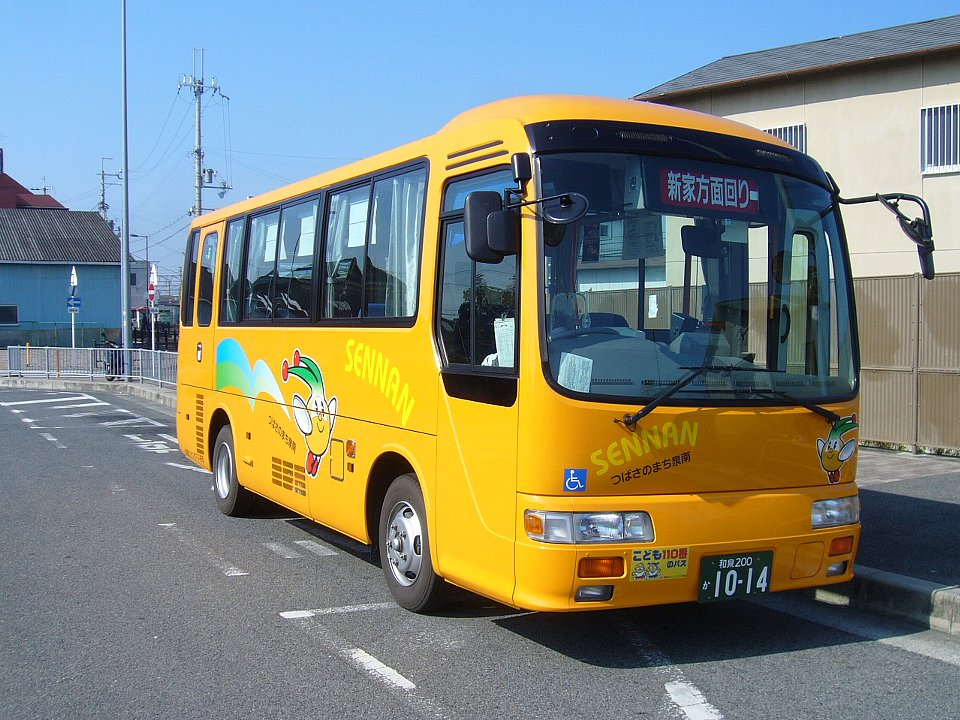
泉南市コミュニティバス 樽井駅前にて
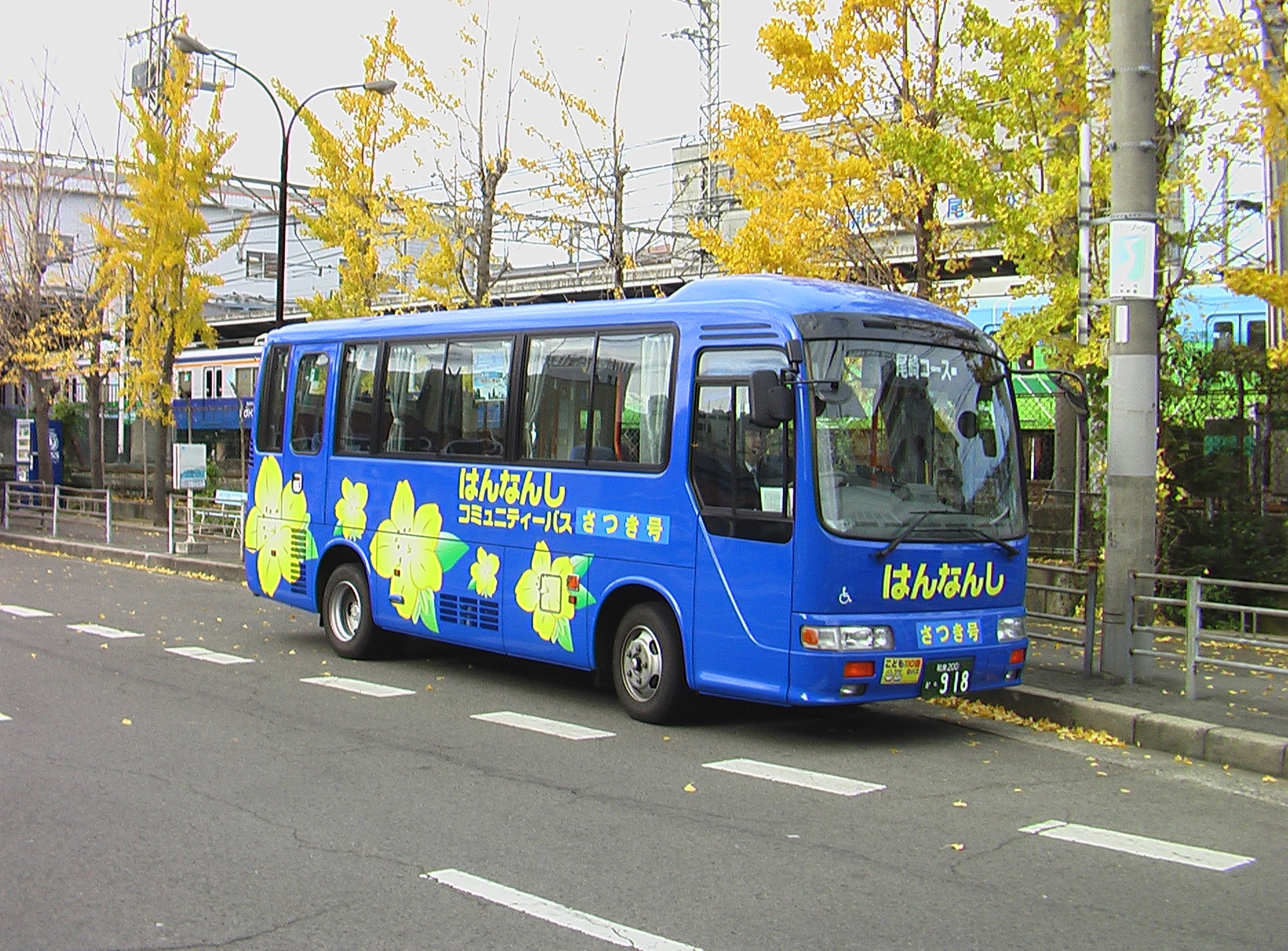
阪南市コミュニティバス 尾崎駅前にて
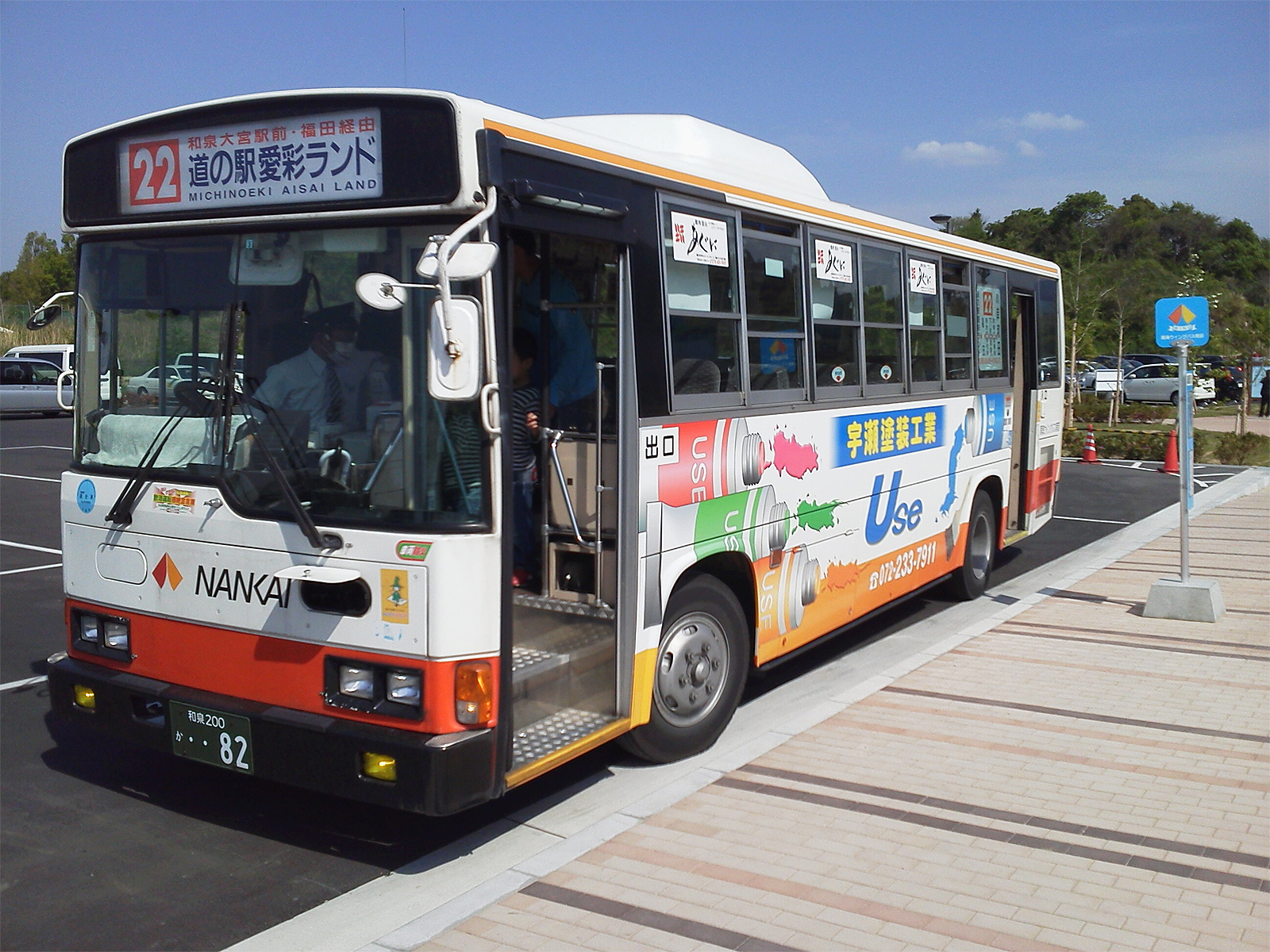
愛彩ランド（岸和田市）